# Juan Pedro Criado y Domínguez
Juan Pedro Criado y Domínguez (c. 1865-1935) fue un escritor, abogado y publicista español.

## Biografía
Habría nacido hacia la segunda mitad de la década de 1860, en Málaga. Publicista, entre sus obras figuró la titulada Antigüedad e importancia del periodismo español (1892), además de un diccionario de escritoras españolas. Fue colaborador de La Unión Católica y otros periódicos, además de ser director, hacia comienzos del siglo XX, de La Cruz Roja, órgano oficial de la Asamblea Suprema Española, y de la revista religiosa La Controversia. Criado y Domínguez, que era abogado, trabajó como secretario de la Asamblea de la Cruz Roja, además de pertenecer a diversas sociedades españolas y extranjeras. Fue condecorado con varias cruces. La Biblioteca Nacional de España le hace fallecido en 1935, en Madrid.